# Smith (filme)
Smith é um filme mudo do gênero romance produzido no Reino Unido, dirigido por Maurice Elvey e com atuações de Elisabeth Risdon, Fred Groves e Manora Thew. Foi baseado na peça teatral de 1913 Smith, de Somerset Maugham.